# Плютей войлочненький
Плюте́й во́йлочненький (Pluteus tomentosulus) — гриб рода плютей.
Шляпка диаметром 5—8 сантиметров, выпуклая или распростёртая, поверхность белая, шелковистая, блестящая, покрыта чешуйками, сначала отстоящими, с возрастом прижатыми. Пластинки белые или розовые, относительно частые. Ножка 5—6×0,6—0,8 см, белая. Остатки покрывал отсутствуют, споровый порошок розовый. Споры яйцевидные, 6—7×5—6 мкм. Кожица шляпки нитчатого строения. Цистиды без придатков, размерами 65—67×15—17 мкм.
Сапротроф на остатках древесины лиственных деревьев. В России известен в Приморском крае (Уссурийский заповедник).